# General der Infanterie (Dienststellung, Bundeswehr)
In der Bundeswehr bezeichnet die Dienststellung des Generals der Infanterie den für Fragen der Truppenausbildung und -ausrüstung der Infanterie verantwortlichen Offizier im Dienstgrad eines Brigadegenerals. Die Dienststellung General der Infanterie ist seit 1995 mit der des Kommandeurs der Infanterieschule in Hammelburg verbunden.
Entsprechende Dienststellungen existieren auch für die anderen Truppengattungen des Heeres und der Streitkräftebasis, bei der es sich um eine Dienststellung handelt, die manchmal im Dienstgrad auch von einem Oberst der jeweiligen Truppengattung statt einem General wahrgenommen wird.

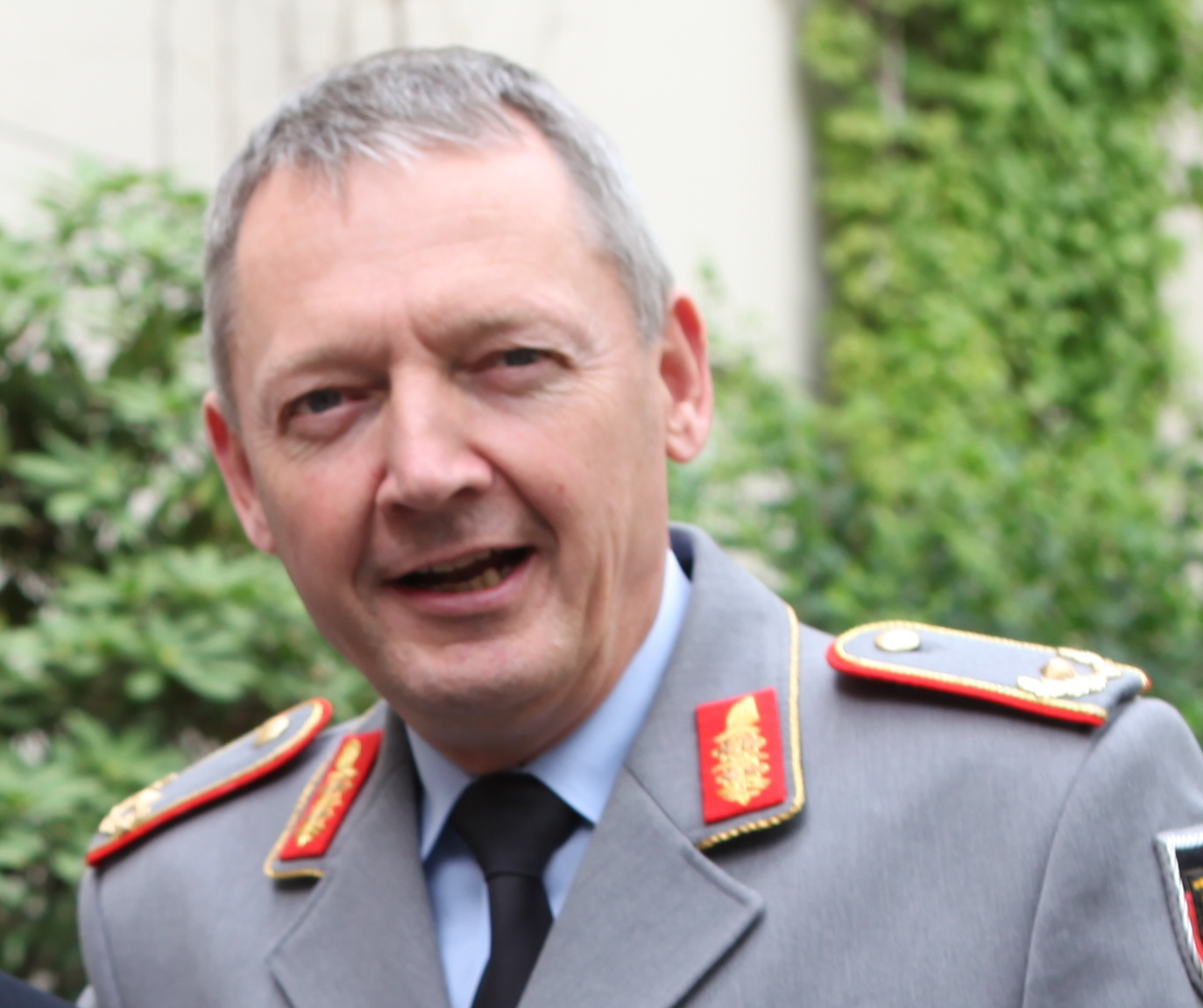
General der Infanterie 2019 bis 2025 Michael Matz,

General der Infanterie war vom 21. März 2019 bis 21. März 2025 Brigadegeneral Michael Matz. Danach übernahm Andreas Steinhaus diese Dienststellung.
Die Dienststellung der Bundeswehr ist nicht mit dem gleichnamigen Dienstgrad früherer deutscher Streitkräfte zu verwechseln.